# Drum 2+1 alternativ

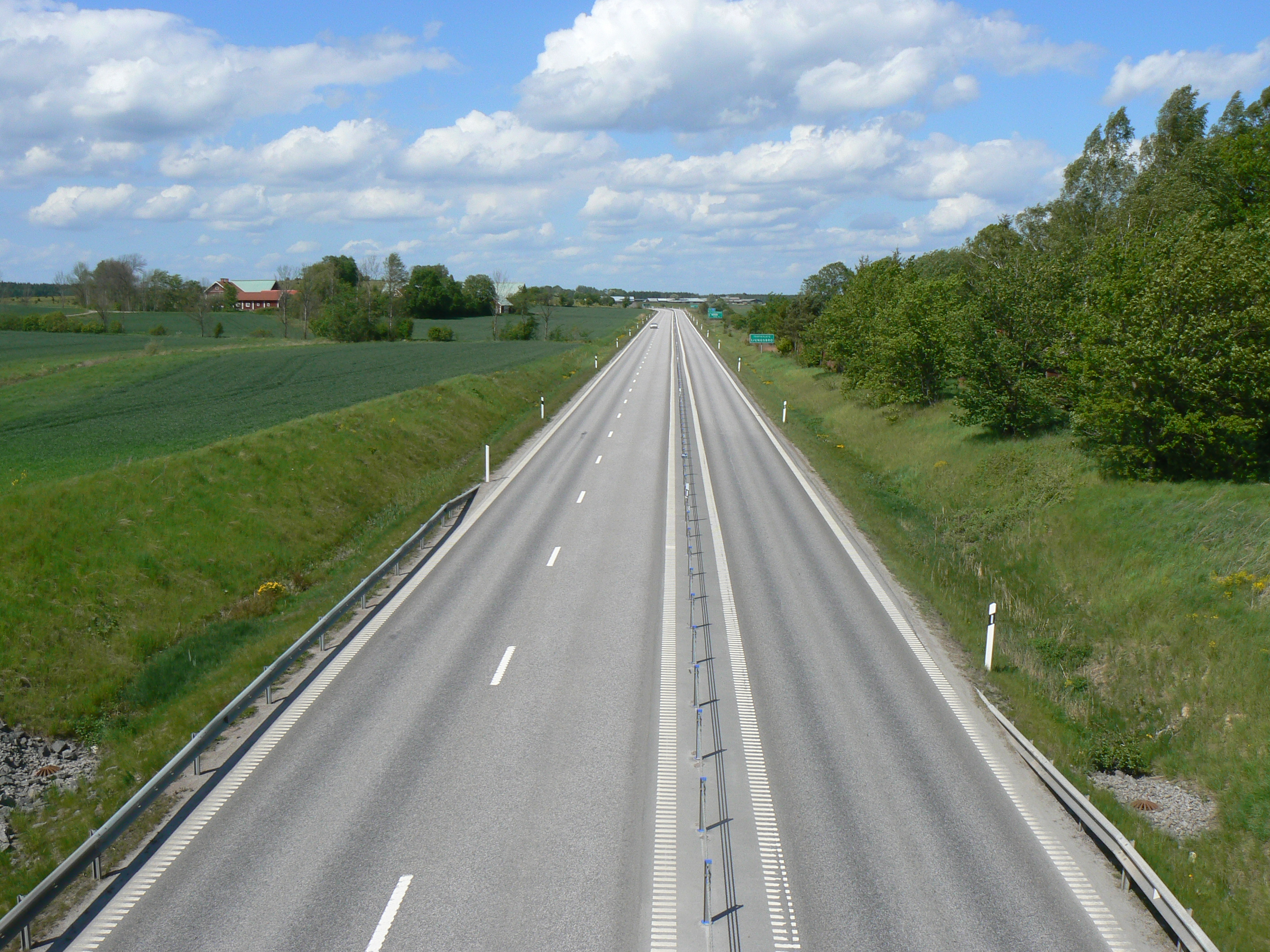
Drum 2+1 alternativ în Suedia, țara care beneficiază cel mai mult de acest tip de drum. Se observă parapetul din cablu

Un drum 2+1 alternativ este o categorie specifică a unui drum cu 3 benzi, unde două benzi circulă într-o direcție, iar doar o bandă circulă în direcția opusă, adesea alternând la câțiva kilometri distanță, și de obicei separat printr-un parapet din cablu. Drumul 2+1 este o alternativă a drumului cu platforma de 13 m, oferind astfel o siguranță sporită, similară cu cea de autostradă, dar la un cost mai redus față de o autostradă cu profil întreg sau un drum cu 2 părți carosabile.

## După țară

### Republica Irlanda
În Republica Irlanda, există câteva drumuri 2+1, primele fiind inaugurate pe Șoseaua N20 lângă Mallow, Comitatul Cork și pe Șoseaua N2 lângă Castleblayney, Comitatul Monaghan. Construcția de drumuri 2+1 în Irlanda a fost sistată în iulie 2007 în urma unui anunț din partea Autorității Naționale de Drumuri, care declara că drumurile 2+1 erau nepotrivite, și că drumurile principale vor fi reconstruite la standardul de 2+2.
| Indicatoare folosite în Irlanda pentru drumuri 2+1: |                               |              |              |              |  |
| Două benzi în față                                  | Îngustarea sectorului de drum | Secțiune 2+1 | Secțiune 1+2 | Secțiune 1+1 |  |

### Suedia

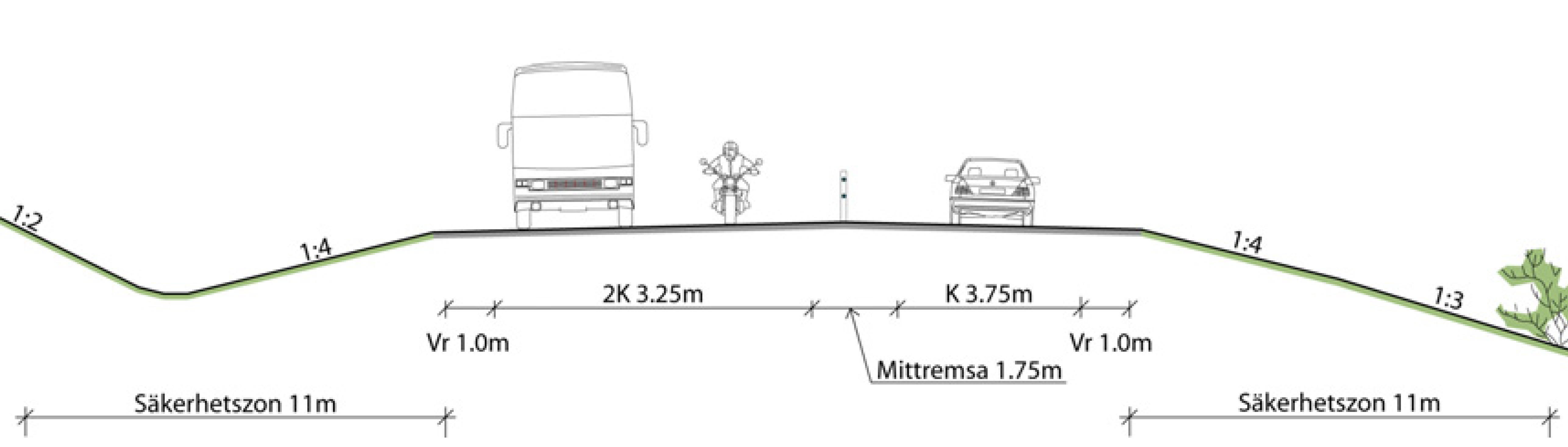
Platforma unui drum 2+1 conform Trafikverket (Suedia)

Între anii 1955-1980, în Suedia, au fost construite multe drumuri late de 13 metri. Ele sunt de obicei alcătuite din benzi de 3.5 m lățime, alături de un acostament de 3 metri lățime, unde acostamentul era folosit ca o bandă de urgență. Șoferul putea astfel să oprească pe banda de urgență pentru depanare, acostamentul fiind construit din cauza lipsei de fiabilități a mașinilor în aceea eră.
Drumurile de 13 metri lățime, însă, s-au dovedit a fi nesigure. Din cauză lățimii drumului, șoferii adesea mergeau foarte repede și în timpul depășirilor, exista un risc ridicat de accidente, deoarece mulți credeau că vehiculul depășit sau că traficul din contrasens urma să intre pe acostament. Așadar, în jurul anului 1990, ideea de a construi drumuri 2+1 a fost inițiată. Proiectul drumului 2+1 alternativ a fost inițiat deoarece lărgirea drumurilor în format 2+2 era considerat a fi prea scumpă, iar drumul cu 3 benzi (banda sinucigașă din mijloc) ar prezenta tot o soluție nesigură. În urma construirii unor sectoare de drum-prototip, s-a constatat că pe respectivele tronsoane, nu numai siguranța a fost sporită, dar și depășirea pe secțiunea cu 2 benzi era mai sigură. Drumul 2+1 alternativ, a devenit astfel, reprezentativ pentru infrastructura rutieră Suedeză, până în anul 2000 fiind construite 1000 km de drumuri cu acest format.
Începând cu 2005, pe aceste drumuri, viteza maximă este de 100 km/h. Înainte de 2005, viteza maximă pe secțiunea cu o bandă era de 90 km/h, în timp ce pe secțiunea cu două benzi, viteza maximă era de 110 km/h. Odată cu implementarea unei viteze specifice pe acest tip de drumuri, traficul a devenit mai fluidizat.

### Portugalia
În Portugalia, multe dintre drumurile 2+1 alternative sunt amplasate în nordul țării, din cauza reliefului plin de dealuri. Un asemenea exemplu este Șoseaua N2 între Faro și Chaves. Drumurile 2+1 alternative sunt întâlnite des pe Rutele Complementare (IC) și Rutele Principale (IP) (unde sunt folosite exclusiv, uneori apare și varianta 2+2 la IP), uneori pe Drumurile Naționale Portugheze, dar aproape deloc în interiorul localităților.

### Germania
Sistemul 2+1, așa cum este denumit în Germania, este folosit în drumuri express care nu justifică construirea lor în drumuri 2+2, dar unde un drum important tot este necesar pentru a conecta regiuni rurale. Acestea beneficiază de separare de alte drumuri (denivelare) și sunt proiectate pentru circulația la viteze de 100-120 km/h. Alternanța se face la fiecare 1.5 sau 2 km, iar secțiunea mediană nu este separată deloc, sau în unele cazuri, prin intermediul parapetului New Jersey.

Schema unui drum 2+1, cu zona de alternanță

### Finlanda
Prima astfel de secțiune 2+1 din Finlanda a fost inaugurată în 1991 pe Drumul Național Finlandez 4, între Järvenpää și Mäntsälä (de atunci reconfigurată în autostradă). Acestea se aproprie de standardele autostrăzii, deoarece sunt identice unui drum cu access limitat (în mare parte, dar nu întotdeauna) și au intersecții denivelate. În mijlocul anilor 1990, au fost instalate și parapeți din cablu, reducând numărul de coliziuni, iar în 2006, numărul total de drumuri 2+1 în Finlanda era de 440 km. Totuși, nu au fost un leac universal: intersecțiile au crescut costurile planificate, și adesea derutau șoferii. Finlanda a sistat construcția sau reconfigurarea drumurilor actuale în configurația 2+1 alternativă, optând pentru configurația 2+2, care este mai scumpă și necesită lărgrirea platformei.

### Rusia
În Rusia, există câteva exemple de drumuri 2+1 alternative, în mare parte Șosele Federale. Distanța până la zonele de alternanță este între 400 și 3000 de metri, iar aproape toate drumurile respective nu au un separator de sensuri. Cel mai bine cunoscut exemplu este Șoseaua M10, între Moscova și Sankt-Petersburg, dar există și exemple în Regiunea Krasnodar și Insula Sahalin.

### România
În România, există drumuri 2+1, dar acestea sunt de tipul convențional. Adesea întâlnite în secțiuni cu pantă, banda secundară este folosită de vehicule lente pentru a nu stânjeni circulația vehiculelor mai rapide.

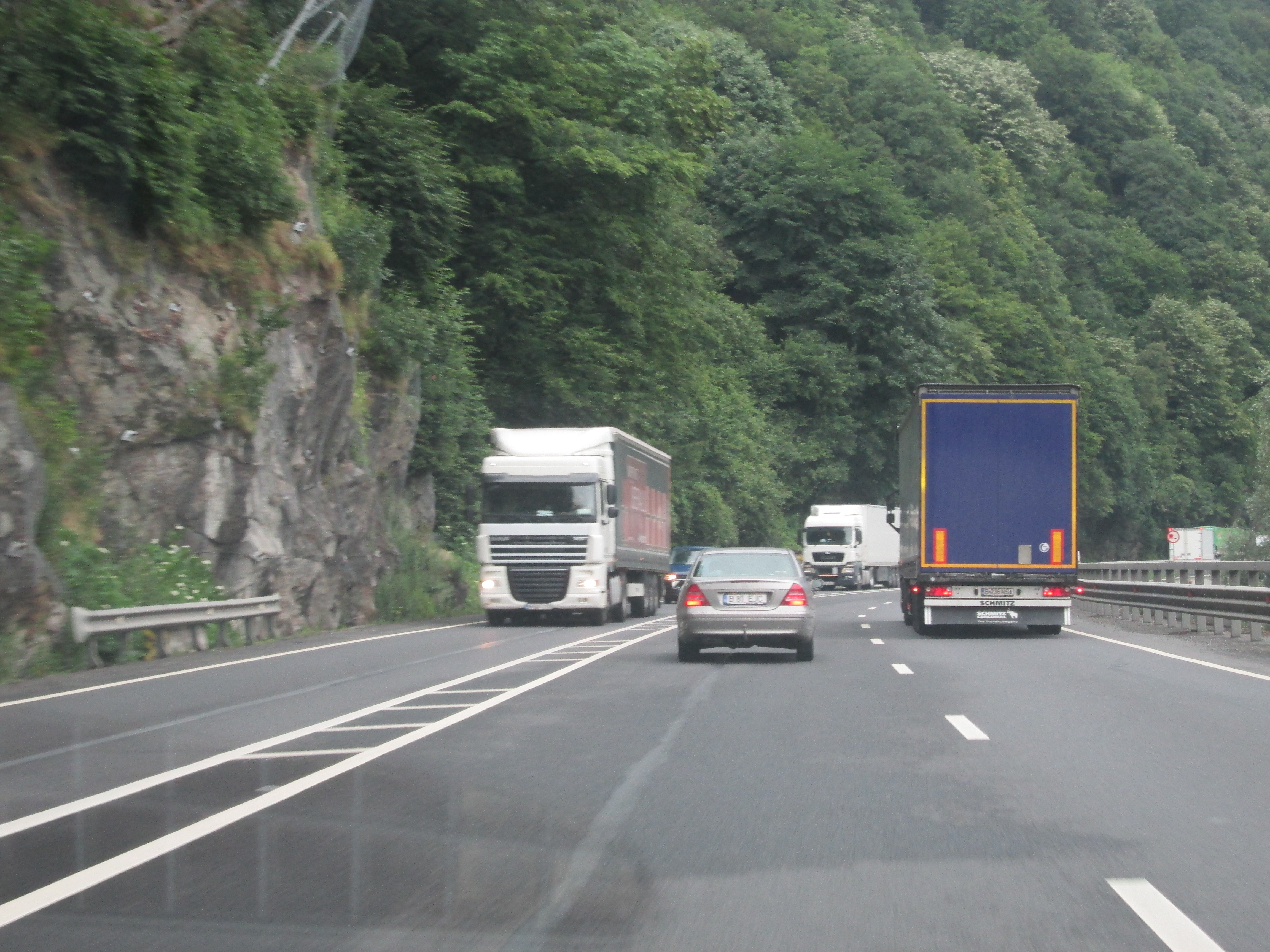
DN7 între Lazaret și Turnul Spart, primul tronson de drum 2+1 alternativ din România

Ideea construirii unui drum 2+1 alternativ datează încă din 2017. Pe DN2 și DN28, între București și Iași, drumul are platforma de 13 metri lățime, într-un format identic prezentat și în cazul Suediei. Drumul modernizat la începutul aniilor 2000 prevedea un acostament pt a facilita depanarea, dar la fel ca și în Suedia, șoferii folosesc acostamentul pentru a facilita depășirile sau drept bandă secundară, ceea ce a dus la un risc ridicat de accidente. Problema ”drumului morții”, așa cum este denumit în popor a ajuns ulterior și la CNADNR, care începând cu mai 2019, va reconfigura sectorul de drum Sinești-Movilița în drum 2+1. Un alt sector de drum 2+1 deja există între Lazaret și Turnul Spart pe DN7 în Valea Oltului, fără bariere de separare a sensurilor de mers (există totuși, spațiu pentru a permite amplasarea unui parapet din cablu).
Este necunoscut totuși dacă respectivul sector de drum va ajuta la reducerea numărului de accidente, așa cum este crezut. Drumul nu va avea parapet din cablu, deoarece singura instalație experimentală a parapetului de cablu din România (la Afumați) a fost avariată în noiembrie 2017, deoarece a fost amplasată prea aproape de benzile de circulație, CNADNR dând în schimb, vina pe ”construcția nesigură a parapetului”.

### Estonia
În Estonia, construcția unor drumuri 2+1 a început oficial în toamna lui 2016, când o secțiune a Drumului Național Eston 4, între Ääsmäe și Kohatu. Drumul va avea o platformă de 15 metri lățime, fiind echipat cu parapet din cablu pe întreaga lungime. Prima secțiune, Annikvere-Neanurme de pe Drumul Național Eston 2, a fost inaugurată în noiembrie 2017, facănd parte din reconfigurarea tronsonului Põltsamaa-Tartu. Limitele de viteză sunt de 100 km/h vara, și 90 km/h iarna.

### Lituania
În Lituania, prima secțiune a unui drum 2+1 alternativ a fost la intarea în Šiauliai și nodul cu șoseaua A18 (Varianta Ocolitoare a orașului Šiauliai), un tronson de 1.5 km inaugurat spre finele anului 2017.
Pentru a reduce costurile, toate tronsoanele din Via Baltica de la Kaunas spre Letonia vor fi reconfigurate în drumuri 2+1. Primele tronsoane vor fi Varianta Ocolitoare a orașului Šiauliai (proiectată pentru transformare în autostradă) și restul șoselei A10 spre Letonia, care vor fi finalizate în 2019.

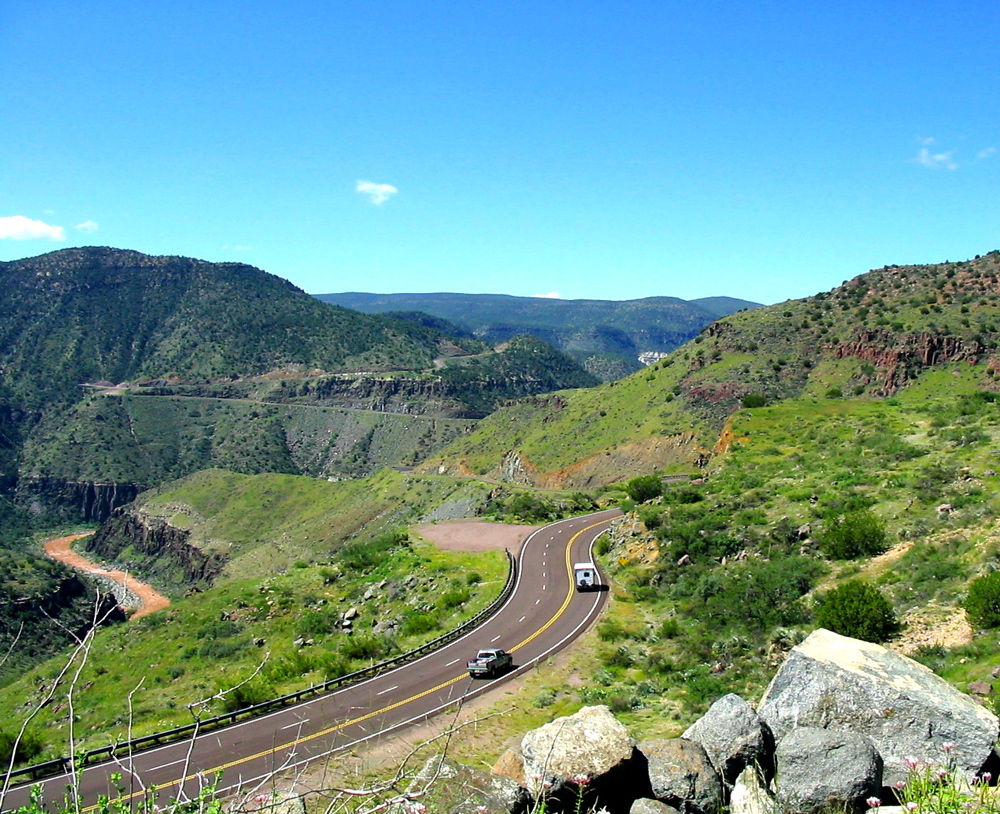
Ruta Statală 77 din Arizona

### Noua Zeelandă
În Noua Zeelandă, există câteva drumuri 2+1, incluzând benzile pentru vehicule lente. Drumurile 2+1 sunt amplasate în zone care sunt des circulate. O secțiune experimentală între Longswamp și Rangiriri, la sud de Auckland a fost inaugurată, și există mai multe planuri pentru a introduce mai multe tronsoane cu acest format. De asemenea, sunt investigate și efectele operative ale acestui tip de drum, pentru a stabili configurația optimă și secțiunile ideale care ar necesita o reconfigurare a șoselei.

### În alte țări
Drumurile 2+1 nu sunt des întâlnite în afara Europei, dar câteva exemple există în Australia, Canada (Ontario, Quebec), SUA (New Hampshire) și Japonia (Hokkaido). În SUA există câteva exemple, mai ales în Arizona, sau Interstate 93 în Franconia Notch State Park. În Australia, Șoseaua Pacifică include secțiuni 2+1 între Sydney și Brisbane.
În statul New York, în anii 1950, existau drumuri cu 3 benzi, unde banda din mijloc era folosită pentru depășirea în ambele sensuri, iar nici un sens de circulație nu avea prioritate. Cunoscute drept benzi sinucigașe, acestea au dus la un număr foarte ridicat de accidente. Începând cu anii 1960 și anii 1970, acestea au fost transformate în drumuri 1+1 late sau în drumuri 2+1 alternative.